# Марјан Никетић
Марјан Никетић (Ниш, 26. фебруар 1961) је српски биолог, академик и дописни члан Одељења хемијских и биолошких наука Српске академије наука и уметности од 4. новембра 2021.

## Биографија
Завршио је магистратуру на Биолошком факултету Универзитета у Београду 2004. и докторат 2007. године. Радио је као научни сарадник у Природњачком музеју у Београду од 2009, као музејски саветник од 2012, као виши научни сарадник од 2014. и као научни саветник од 2015. године. Уредник је Bulletin of the Natural History Museum in Belgrade, Botanica Serbica, рецензент је Botanical Journal of Linnean Society, Acta Botanica Fennica, Norway Journal of Botany, Willdenowia, Botanica Serbica, Phytologia Balcanica, Acta Musei Macedonici, Journal of Ethnopharmacology, Preslia, Forest Review, Annals of Botany и Acta Botanica Croatica. Члан је Музејског друштва Србије од 1987, Организације за фитотаксономска истраживања медитеранског подручја 1989—2000, Српског биолошког друштва од 1990, Одбора за изучавање флоре и вегетације Србије од 2005, Међународног удружења за таксономију биљака од 2008, BalkBioDiv Consortium 2010—2012, Конвенције о биолошкој разноврсности, Глобалне таксономске иницијативе од 2008, саветник је Euro+Med PlanBase од 2006, члан је Карпатске истраживачке мреже од 2021. и дописни је члан Одељења хемијских и биолошких наука Српске академије наука и уметности од 4. новембра 2021.